# Gail Devers
Gail Devers (Seattle, Estats Units d'Amèrica, 1966) és una atleta estatunidenca, ja retirada, especialista en proves de velocitat i tanques, guanyadora de tres medalles olímpiques d'or.

## Biografia
Va néixer el 19 de novembre de 1966 a la ciutat de Seattle, ciutat principal de l'estat de Washington.

## Carrera esportiva

### Inicis
La seva primera competició internacional important foren els Jocs Panamericans realitzats a Indianapolis (Estats Units) l'any 1987, on aconseguí guanyar la medalla d'or en els 100 metres llisos i en els relleus 4x100 metres. Participà, als 21 anys, en els Jocs Olímpics d'Estiu de 1988 celebrats a Seül (Corea del Sud), on fou eliminada en semifinals dels 100 metres llisos. Aquell any, però, finalitzà sisena en el rànquing mundial d'aquesta prova amb un temps de 12.61 segons.
Allunyada de la competició fins al 1991 a causa de la malaltia de Graves-Basedow, que la feu sotmetre's a teràpia radiològica i que gairebé li costa l'amputació dels dos peus, en el Campionat del Món d'atletisme d'aquell any aconseguí la medalla de plata en la prova dels 100 metres tanques.

### Consagració
En els Jocs Olímpics d'Estiu de 1992 celebrats a Barcelona (Catalunya) va aconseguir guanyar la medalla d'or, contra tot pronòstic, en els 100 metres llisos per davant de la jamaicana Juliet Cuthbert i la membre de l'equip unificat Irina Privalova. Intentà guanyar la cursa dels 100 metres tanques, intentant emular la victòria de Fanny Blankers-Koen realitzada en els Jocs Olímpics de 1948 realitzats a Londres (Regne Unit), però una ensopegada en l'última tanca la feu finalitzar en cinquena posició, aconseguint així un diploma olímpic. La lesió originada per aquesta ensopegada li impedí participar en les proves de relleus 4x100 metres, on l'equip nord-americà aconseguí guanyar la medalla d'or.
El 1993 aconseguí guanyar la medalla d'or en els 60 metres llisos en el Campionat del Món d'atletisme en pista coberta, i posteriorment en el Campionats del Món a l'aire lliure aconseguí guanyar la medalla d'or en els 100 m. llisos així com en els 100 m. tanques.
En els Jocs Olímpics d'Estiu de 1996 realitzats a Atlanta (Estats Units) aconseguí guanyar revalidar el seu títol olímpic en la prova dels 100 metres llisos, esdevenint la segona corredora en repetir victòria en la prova reina de l'atletisme de velocitat després de Wyomia Tyus. En aquests Jocs intentà novament aconseguí el doblet en la prova dels 100 metres tanques, però únicament fou quarta, si bé sí que guanyà la medalla d'or en la prova de relleus 4x100 metres.
Posteriorment aconseguí revalidar el seu títol mundial dels 60 m. llisos en pista coberta als Mundials de París 1997, si bé en els Mundials a l'aire lliure d'Atenes del mateix any decebé a nivell individual, ja que no es classificà per cap prova. En aquesta mateixa competició, però, aconseguí guanyar la medalla d'or en els relleus 4x100 metres, estblint el segon millor temps de la història amb 41.47 segons.
Medalla d'or en el Mundial de Sevilla (Espanya) de 1999 en la prova dels 100 metres tanques, particià en els Jocs Olímpics d'Estiu de 2000 realitzats a Sydney (Austràlia), si bé tot i participà únicament en la prova dels 100 m. tanques es retirà a les semifinals de la competició per problemes físics.

### Retirada
En el Campionat del Món de 2001 realitzats a Edmonton (Canadà) guanyà la medalla de plata en la prova dels 100 metres tanques i l'any 2003 aconseguí guanyar la medalla d'or en la prova dels 60 metres tanques en el Mundial indoor a Birmingham (Regne Unit). En el Mundial indoor de 2004 realitzats a Budapest (Hongria) aconseguí el seu tercer títol dels 60 metres llisos, aconseguint així mateix una medalla de plata en la prova dels 60 metres tanques.
Participà en els Jocs Olímpics d'Estiu de 2004 realitzats a Atenes (Grècia), on fou eliminada a semifinals dels 100 metres llisos i en la ronda preliminar en els 100 metres tanques. Amb la seva participació en aquests Jocs es convertí en la primera atleta nord-americana, des de Willye White (1956-1972), que participava en cinc Jocs Olímpics.

### Millores marques
| Prova                | Temps        | Lloc              |
| -------------------- | ------------ | ----------------- |
| 100 m. llisos        | 10.82 segons | Barcelona (1992)  |
| 100 m. tanques       | 12.33 segons | Sacramento (2000) |
| 60 m. llisos indoor  | 6.95 segons  | Toronto (1993)    |
| 60 m. tanques indoor | 7.74 segons  | Boston (2003)     |